# Quando tu mi spiavi in cima a un batticuore
Quando tu mi spiavi in cima a un batticuore es el decimocuarto álbum de la cantante italiana Mina, el tercero de estudio publicado en noviembre de 1970 por la discográfica PDU iniciada por Mina y su padre en 1967.
El LP fue reimpreso varias veces y son identificables al menos cuatro carátulas diferentes, en las que varían la intensidad de los colores de la cubierta y los rangos de color utilizados para la imagen interna. La primera edición tenía una carpeta doble y una solapa con la lista de canciones y la información en un sobre cerrado. Del disco sólo se extrajeron para fines promocionales diversos sencillos, carentes de cobertura fotográfica, que incluían casi todas las pistas del álbum, incluso si ya se publicó anteriormente, ya que Insieme fue reeditado como cara B diferente del sencillo previamente comercializado.
La canción Mi guardano es una nueva versión de una canción que Mina ya había registrado en 1963, incluyéndolo en su último disco de Italdisc Stessa spiaggia, stesso mare.
En 1971, el álbum alcanzó el primer lugar en el ranking de ventas, al final del año sería el séptimo álbum más vendido.

## Lista de canciones
| N.º | Título                                         | Duración |  |
| 1.  | «Nessuno al mondo (No arms can ever hold you)» | 2:38     |  |
| 2.  | «Dominga (Dominga)»                            | 3:32     |  |
| 3.  | «Io tra di voi (Et moi dans mon coin)»         | 4:33     |  |
| 4.  | «L'uomo della sabbia»                          | 3:52     |  |
| 5.  | «Ero io, eri tu, era ieri»                     | 4:33     |  |
| 6.  | «Adagio»                                       | 3:32     |  |
| 7.  | «Il mio nemico è ieri»                         | 3:05     |  |
| 8.  | «Insieme»                                      | 4:07     |  |
| 9.  | «Una donna, una storia»                        | 5:08     |  |
| 10. | «Che meraviglia (Que maravilha)»               | 2:31     |  |
| 11. | «Mi guardano»                                  | 3:42     |  |
| 12. | «Questa cosa chiamata amore»                   | 3:53     |  |